# Siewiersk (Ukraina)
Siewiersk (ukr. Сіверськ. trb. Siwerśk) – miasto na Ukrainie w obwodzie donieckim.
W pobliżu Siewierska toczyły się kilkuletnie walki podczas wojny rosyjsko-ukraińskiej od 2022 roku, samo miasto jednak nie zostało zdobyte przez Rosję (jak na kwiecień 2025 roku).

## Demografia
Liczba mieszkańców w latach:
| 1989  | 2001  | 2005  | 2007  | 2008  | 2009  | 2010  | 2011  | 2025 |
| ----- | ----- | ----- | ----- | ----- | ----- | ----- | ----- | ---- |
| 14019 | 14393 | 13478 | 13112 | 12916 | 12742 | 12608 | 12392 | 520  |